# ستيفن كارسون (فارس)
ستيفن كارسون (بالإنجليزية: Stephen Carson)‏ هو فارس بريطاني، ولد في 4 يونيو 1979.